# سد عرار
سد عرار هو سد يقع على وادي عرار في غرب محافظة ظهران الجنوب، الواقعة بمنطقة عسير في المملكة العربية السعودية، افتتح في عام 1985. الغرض الرئيسي من السد هو السيطرة على الفيضانات.